# Nguyễn Văn Ngọc (học giả)
Nguyễn Văn Ngọc (1 tháng 3 năm 1890 - 26 tháng 4 năm 1942) tự Ôn Như là nhà văn, nhà giáo, nhà nghiên cứu văn hoá Việt Nam.

## Tiểu sử
Ông sinh năm 1890, quê ở làng Hoạch Trạch (làng Vạc), xã Thái Học, huyện Bình Giang, tỉnh Hải Dương. Thuở nhỏ ông đã học cả Hán học lẫn Tây học. Năm 17 tuổi ông tốt nghiệp trường Thông ngôn, sau đó ông dạy ở trường tiểu học Bờ sông, Hà Nội. Ông còn dạy ở trường Sỹ hoạn, trường Sư phạm...
Sau đó, ông làm Thanh tra các trường sơ học và phụ trách Tu thư cục của Nha học chính. Ông còn làm Hội trưởng Hội ái hữu các nhà giáo, thành viên Khai Trí Tiến Đức, Cổ Kim Thư xã.
Năm 1934, Nguyễn Văn Ngọc được bổ nhiệm đốc học tỉnh Hà Đông, ông tham gia thành lập Hội Phật giáo Bắc Việt và góp sức xây dựng chùa Quán Sứ thành Hội quán trung ương. Hơn 30 năm làm giáo học, ông đã sưu tầm, biên soạn nhiều sách giáo khoa, sách nghiên cứu văn học có giá trị. Ông đặc biệt say mê nền văn hoá dân gian, đã giành cả cuộc đời để sưu tầm, khai thác và phổ biến nền văn học dân gian. Ông mở hiệu sách là Vĩnh Hưng Long thư quán tại 51 Hàng Đường, Hà Nội, chủ yếu là để bán sách của ông viết ra.
Ông còn là một trong những người có công trong việc bảo tồn sân khấu dân gian. Ông cùng người anh cả là nhà trí thức yêu nước Nguyễn Trọng Oánh và ông Đỗ Thập đã lập nên sân khấu Sán nhiên đài, là rạp hát chèo đầu tiên trên sân khấu hộp ở Hà Nội .
Nguyễn Văn Ngọc mất ngày 26 tháng 4 năm 1942. Vì những đóng góp to lớn cho nền văn hóa dân gian, tên của ông được đặt cho hai con đường ở Thành phố Hồ Chí Minh và Hà Nội.
Con gái ông là bà Nguyễn Thị Hy, sinh năm Quý Sửu (1913). Bà từng làm con dâu học giả Phạm Quỳnh, sau này kết hôn với nhà cách mạng Trần Huy Liệu .

## Tác phẩm
Nguyễn Văn Ngọc có lòng say mê đặc biệt với văn hóa, văn học phương Đông, nhất là văn hóa, văn học dân tộc. Ông cho ra đời nhiều cuốn sách bằng tiếng Hán, tiếng Pháp và chữ Quốc ngữ. Ông tham gia biên soạn các sách giáo khoa như Phổ thông độc bản, Phổ thông độc bản lớp đồng ấu, Luân lý giáo khoa thư, Giáo khoa văn học An Nam, Đông Tây ngụ ngôn. Về khảo cứu, Nguyễn Văn Ngọc có Cổ học tinh hoa, Nam thi hợp tuyển, Đào nương ca, Truyện cổ nước Nam, Ngụ ngôn, Tục ngữ phong dao...
Bộ sách Cổ học tinh hoa (1926, biên soạn cùng Trần Lê Nhân) trình bày những kiến thức vừa cụ thể vừa có chiều sâu văn hóa và Hán học. Bộ sách Đông Tây ngụ ngôn (1927) gồm 2 quyển, chủ yếu là thơ lục bát và thơ song thất lục bát, do Nguyễn Văn Ngọc phóng tác dựa trên những ý tưởng của ngụ ngôn dân gian Đông - Tây, ngoài ra cũng có một số bài do ông sáng tác. Về sách thiếu nhi, ông còn có bộ Nhi đồng lạc viên (1928).
Một công trình lớn của Nguyễn Văn Ngọc là Truyện cổ nước Nam (1934), sưu tầm và phóng tác theo những truyện cổ tích, truyện ngụ ngôn dân gian và truyện cười dân gian. Bộ sách gồm 4 tập, trong đó 2 quyển kể về con người, và 2 quyển kể về các loài chim muông. Truyện cổ nước Nam được nhà văn kể theo cốt truyện mà ông sưu tầm được với quan điểm nhân văn trong sáng, được nhiều tầng lớp độc giả yêu thích.
Bộ sách Tục ngữ phong dao là một công trình lớn tiên phong trong việc bảo tồn văn học dân gian Việt Nam. Trong cuốn sách này tập hợp tới 6.500 câu tục ngữ và hơn 850 bài ca dao do Nguyễn Văn Ngọc sưu tầm trong dân gian và trong những pho sách cổ được in trong sách này với sự đánh giá, phân loại khoa học. Bộ sách đã được nhiều nhà nghiên cứu sử dụng để viết về tục ngữ ca dao Việt Nam. Trong công trình biên khảo hợp tuyển thơ cổ Việt Nam mang tên Nam thi hợp tuyển, ngoài việc giảng nghĩa những chữ và điển tích ở từng bài thơ, ghi thêm những dị bản, ông còn viết nhiều lời bình giá về tác phẩm và tác giả, được nhiều nhà khảo cứu phê bình học hỏi. Ngoài ra, ông còn có hai cuốn sách nổi tiếng nữa là Đào nương ca và Câu đối, nghiên cứu về câu đối và hát nói.
Nguyễn Văn Ngọc còn có nhiều bài báo có giá trị đăng ở báo Hữu Thanh và tạp chí Nam Phong.
- Phổ thông độc bản (1922)
- Cổ học tinh hoa (1926, cùng Trần Lê Nhân)
- Đông Tây ngụ ngôn (1927)
- Nam thi hợp tuyển (1927)
- Tục ngữ phong dao (1928)
- Nhi đồng lạc viên (văn học nhi đồng, 1928)
- Để mua vui (1929)
- Câu đối (1931)
- Đào nương ca (1932)
- Truyện cổ nước Nam (4 tập - 1934)
- Ngụ ngôn (1935)
- Ôn Như Nguyễn Văn Ngọc toàn tập (2003) - Nhà xuất bản Văn Học